# Centaurea chartolepis
Centaurea chartolepis là một loài thực vật có hoa trong họ Cúc. Loài này được Greuter mô tả khoa học đầu tiên năm 2003.